# غروس فانينورن
غروس فانينورن (بالإنجليزية: Gross Wannenhorn)‏ هو أحد جبال سلسلة جبال الألب البرنية ويقع في كانتون فاليز في سويسرا. يحتل المرتبة رقم 32 في قائمة جبال سويسرا من حيث الارتفاع، إذ يبلغ ارتفاعه حوالي 3906 متر، بينما يبلغ ارتفاع نتوء الجبل 626 متر، هذا وقد سجل أول وصول لقمة الجبل عام 1864.